# Erich Lorenzen
Erich Lorenzen (* 19. Juni 1896 in Glücksburg; † 5. Mai 1945 in Kiel) war ein deutscher Admiralrichter der Kriegsmarine.

## Leben
Lorenzens Eltern waren der Glücksburger Pastor Ferdinand Harald Lorenzen (1861–1942) und dessen Frau Frida Lorenzen, geborene Schultze (* 1871). Erich Lorenzen wuchs in Itzehoe und Schleswig auf. 
Im Ersten Weltkrieg war er Infanterist, diente vom 7. August 1914 bis 13. März 1916, ab 12. Oktober 1915 als Gefreiter, im Infanterie-Regiment 84, kam dann bis 18. August 1916 in das Füsilier-Regiment 80. Am 6. Mai 1916 wurde er Unteroffizier. Vom 19. August 1916 bis 21. Oktober 1916 war er im Infanterie-Regiment 390 und anschließend bis 4. Juli 1917 im Infanterie-Regiment 81, ab 10. Juni 1917 als Vizefeldwebel. Er kam bis 24. Januar 1919 zurück in das Infanterie-Regiment und wurde hier am 15. Februar 1918 zum Leutnant d. R. befördert. 
Nach Kriegsende studierte er Jura. Das Studium schloss er mit der Promotion ab und ging Anfang 1925 zur Marine, wo er bis Ende Juli 1925 als Gerichtsassessor am Gericht des Befehlshabers der Seestreitkräfte Nordsee in Wilhelmshaven und des 2. Admirals der Linienschiffsdivision eingesetzt war. Vom 27. Juli 1925 bis 25. September 1925 war er auf der Amazone und wurde am 1. August 1925 Marinekriegsgerichtsrat. Anfang April 1926 kam er auf die Hannover und blieb hier bis Mitte Mai 1927. Mit Unterbrechung von Januar 1928 bis September 1928 war er vom 2. August 1927 bis 13. Mai 1929 auf der Schlesien. Vom 1. Januar 1930 bis 31. Dezember 1933 war er am Gericht des Befehlshabers der Linienschiffe. Aus dieser Position heraus war er vom 1. Juli 1930 bis 6. Juli 1931, vom 14. Dezember 1931 bis 30. Januar 1932 und vom 14. Juni 1932 bis 7. Juli 1933 erneut auf der Schlesien. Anschließend war er bis 31. März 1935 am Gericht der Inspektion der Marineartillerie und wechselte dann bis 30. September 1936 an das Gericht des 2. Admirals der Nordsee. Am 1. Oktober 1936 wurde er Marineoberkriegsgerichtsrat. 
Er war von Mitte Oktober 1936 bis Ende März 1940 erst Rechtsberater, später Chefrichter, beim Gericht der Marinestation der Nordsee. Sein Nachfolger dort wurde Wilhelm Bucholz. Am 1. April 1940 wurde er Marineoberstkriegsgerichtsrat, was am 1. Mai 1944 zum Admiralrichter umernannt wurde. Vom 1. April 1940 bis 28. Februar 1941 war er im Stab des Kommandierenden Admirals der Marinestation der Nordsee. Anschließend war er ab 1. Juli 1941 als Reichskriegsanwalt bis September 1943 am Reichskriegsgericht. Am 1. Oktober 1942 wurde er Reichskriegsgerichtsrat. Bis zu seinem Tod war er dann Chefrichter bei der Marinestation der Ostsee. Zum Kriegsende erschoss er sich. 